# Rezervația Naturală Nahal Me'arot
Nahal Mearot sau Nahal Me'arot (în ebraică: נחל מערות Pârâul cu peșteri) Rezervația naturală Nahal Mearot  sau, în arabă: Wadi al-Mughara, cunoscut și ca Situl arheologic al evoluției omului pe Muntele Carmel, 
este o rezervație naturală de peșteri în perimetrul Parcului Carmel din nordul-vestul Israelului. 
Numele îi vine de la Nahal Mearot sau Wadi al Maghara, un pârâu din Muntele Carmel care împreună cu afluentul său Nahal Haruvim, are un bazin hidrologic care se întinde pe o arie de 24 kmp.
La ieșirea pârâului Nahal Mearot în Câmpia Litoralului se află situl preistoric propriu zis, recunoscut ca de însemnătate mondială, și care cuprinde 4 peșteri: Mearat Tanur (Peștera Cuptorului, מערת תנור ,în arabă - Mugharat at-Tabun), Mearat Gamal (Peștera Cămilei מערת גמל Mugharat al Djemel ), Mearat Nahal (Peștera Pârâului מערת נחל, în arabă: Mugharat al-Wad) și Mearat Haghedi  (Peștera Iedului, מערת הגדי sau în arabă: Mugharat as-Skhul). Aceste peșteri au adăpostit în mod repetat așezări de oameni preistorici, atât Omul de Neanderthal, cât și Homo sapiens, cât și predecesori ai acestora, vreme de peste jumătate de milion de ani.
Situl arheologic a devenit unul din cele mai cunoscute situri cu vestigii din epoca paleolitică.  
În cele patru grote cercetate vreme de peste 80 de ani s-au găsit mărturii, dintre cele mai vechi, ale co-existenței în timp și spațiu ale Omului de Neanderthal și ale omului modern, ale înhumării morților, ale folosirii de obiecte cu folosință simbolică precum mărgelele și vopselurile, ale unor așezări omenești permanente și ale construcției de case din piatră. Situl de pe Muntele Carmel joacă un rol cheie în chestiuni centrale ale cercetării preistoriei în lume, ca de pildă, originea omului modern, dezvoltarea comportamentului uman modern, relațiile dintre om și mediu, și  primele semne de sedentarizare și de producere a unor alimente. 
Zona peșterilor Nahal Mearot a fost declarată la 29 iunie 2012 patrimoniu mondial de către organizația UNESCO.

## Poziția geografică
Cele patru peșteri de la Nahal Mearot se află pe povărnișul falezei vestice a Muntelui Carmel, în locul de ieșire al pârâului Nahal Mearot în Câmpia Litoralului, la circa 17 km sud de Haifa, 4 km la est de litoralul actual al Mării Mediterane, la o altitudine de 40-60 metri deasupra nivelului actual al mării. 
Scăderea nivelului mării mondiale în epocile glaciare în cursul pleistocenului, a dus la îndepărtarea peșterilor de litoralul Mării Mediterane și la lărgirea Câmpiei litoralului,care în zona Muntelui Carmel se numește Hof Hacarmel (Coasta Carmelului). Nivelul mării creștea iarăși în epocile interglaciare și atunci și câmpia litoralului se îngusta din nou. Contrar opiniilor de dinainte  astăzi se consideră că Zona Nahal Mearot a fost populată de omul preistoric în ultima jumătate de milion de ani, atât în epocile glaciare cât și în cele interglaciare.
Date noi geologice și geocronologice au arătat că nivelul mării în timpul așezărilor preistorice în peșterile din lume nu a crescut mai mult de 5-10 metri față de nivelul actual.
Locuitorii peșterilor puteau să exploateze câmpia lărgită a litoralului, cu crestele ei de gresie și jgheaburile formate între ele, și se bucurau, pe calea pârâului Nahal Mearot și de un acces convenabil la creasta împădurită a muntelui. Aveau la îndemână, la o mică depărtare, surse de apă și de materii prime , precum și mai multe feluri de biotipuri (de la crânguri închise și până la zone de suprafață deschisă). Această varietate  ecologică explică așezarea repetată în aceste grote a unor grupuri de vânători-culegători.

## Istoria cercetării sitului

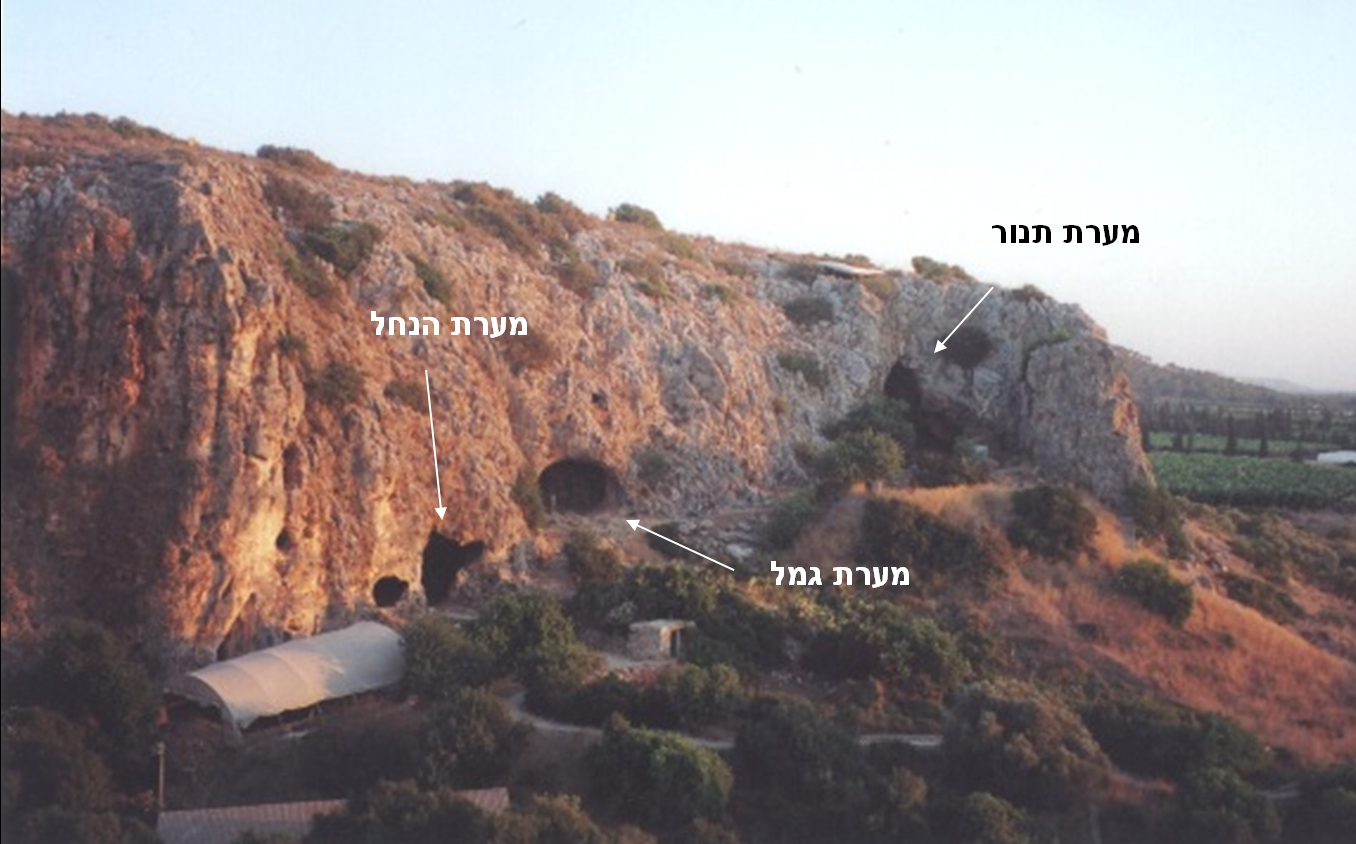
Faleza Nahal Mearot, vedere către sud-est,de la dreapta la stânga - peşterile Tabun, Gamal si Al Wad, aceasta din urmă cu terasa pe jumătate acoperită în faţa ei. Peştera As Skhul se află la 100 metri est de cele trei grote din imagine.

Cercetările la fata locului au o istorie indelungată care continuă, cu întreruperi, până în zilele noastre.
Studiul arheologic sistematic în peșterile Carmelului în general și la Nahal Mearot în particular a început în anul 1928, când Departamentul de antichitati al guvernului mandatar britanic în Palestina, l-a trimis pe cercetătorul britanic Charles Lambert să examineze vestigiile arheologice de pe faleza Nahal Mearot. Investigațiile s-au efectuat în Peștera Mearat Al Wad și au dezvăluit un șir intreg de straturi preistorice de la Cultura natufiană, descoperită în acel an în Peștera Shukba (Nahal Natuf din Iudeea) și care încă nu era denumită astfel.De asemenea s-au descoperit unul din primele obiectele de artă preistorică din Orientul Apropiat - un mâner cioplit din os, în forma de animal. 
În urma cercetărilor lui Lambert a fost recunoscută importanța arheologică a zonei Nahal Mearot, și a fost trimisă aici renumita arheoloagă britanică Dorothy Garrod. Ea a efectuat aici săpăturile cele mai extinse și mai cunoscute in anii 1929-1934, în cadrul proiectului ei larg de investigare a peșterilor din Carmel.
Săpăturile lui Garrod s-au concentrat la peștera Tabun, peștera Mearat Nahal sau Al Wad, precum și la Peștera Skhul
(împreună cu arheologul american T.D. Mc Cown). Cartea lui Garrod și a paleontoloagei britanice Dorothea Bite „The Stone Age of Mount Carmel”  conține un raport detaliat al excavațiilor și a contribuit la faima sitului în lume.
În anii 1967-1972 o echipă sub conducerea lui Arthur Jellinek a efectuat excavații în peștera Tabun. Ea a cercetat mai ales secvența de straturi din Cultura musteriană din paleoliticul mediu, sectorul superior  
al celor cercetate de Garrod. Avraham Ronen a efectuat explorări până în anul 2002 din partea Institutului arheologic Zinemann al Universității din Haifa, concentrându-se asupra sectorului inferior al straturilor cercetate de Garrod,.De asemenea la începutul anilor 1980 François Valla și Ofer Bar-Yosef au examinat stratul Natufian lăsat de Garrod pe terasa peșterii Mearat Al Wad   
La sfârșitul acelui deceniu și la începutul anilor 1990 Mina Evron a efectuat săpături în a treia cameră a peșterii și a găsit urme natufiene suplimentare. 
După 1994 o echipă sub conducerea lui Mina Evron, Daniel Kaufman și Reuven Yeshurun de la Universitatea din Haifa a săpat în așezarea natufiană de pe terasa dinaintea peșterii Al Wad.

## Periodizarea vestigiilor
Dorothy Garrod și cercetătorii care i-au urmat au definit în situl Nahal Mearot următoarele perioade și culturi arheologice:
- Paleoliticul inferior - cel puțin 250,000-500,000 î.e.n.: Cultura Acheuleană în peștera Tabun, cultura Acheuliano-Yabrudică în Peștera Tabun și Peștera Gamal. S-au descoperit obiecte caracteristice din granit, mai ales „topoare de mână” (bifaciale), mai multe grămezi de oase de animale, mai ales de cerbi lopătari, nu s-au găsit oase de oameni. [4].
- Paleoliticul mijlociu între 250,000-50,000 î.e.n.[5]; succesiunea cea mai variată și mai lungă de vestigii ale Culturii musteriene în peșterile Tabun, Skhul și Al Wad. În peștera Tabun s-a găsit o succesiune deosebit de lungă, cuprinzând toate stadiile perioadei. Vestigiile cele mai proeminente sunt mormântul unei femei neandertaliene în peștera Tabun și o adunare de morminte de oameni H.sapiens în peștera Skhul. Acestea reprezintă cele mai vechi morminte din lume, primele dovezi de existență a lui Homo sapiens în afara Africii, și posibilitatea contactelor cele mai timpurii dintre Homo sapiens imigrat din Africa și Omul de Neandertal din Eurasia. Pentru această epocă Nahal Mearot este, alături de peștera Kabara din sudul Carmelului, punctul cel mai sudic din lume unde s-au găsit oase de oameni neandertalieni, iar, alături de peștera Kafza din Galileea inferioară, punctul cel mai nordic unde s-au găsit oase de Homo sapiens.

Oamenii de amândouă sexele obișnuiau în mod permanent să aprindă focuri și să vâneze în mod sistematic copitate adulte, mai ales antilope și cerbi. S-au descoperit și fosile de specii dispărute ca bourul, un tip de rinocer și unul de cămilă.
În peștera Skhul s-au găsit mărgele confecționate din scoici precum și urme de ocru. Acestea reprezintă una din cele mai vechi mărturii ale folosirii unor obiecte de uz simbolic..
- Paleoliticul superior, circa 50,000-20,000 î.e.n.- Cultura Aurignac și cultura Atlit în peștera Al Wad. S-au găsit colecții bogate de unelte caracteristice din granit, nu s-au găsit oase de oameni.
- Epipaleoliticul între 15,000-11-500  î.e.n. - Cultura natufiană, în peștera Al Wad, a fost excavată prima dată o așezare preistorică permanentă sau semipermanentă, cu case și pereți de susținere din piatră,cu peste o sută de morminte concentrate în mai multe locuri, cratere, obiecte de artă și o cantitate enormă de gunoi menajer, pe o lungă perioadă de cultură natufiană.[7]. Vestigiile din straturile natufiene din Peștera Al Wad au avut o funcție centrală în definirea acestei culturi de către Dorothy Garrod, ca o stadiu însemnat la limita dintre culturile paleolitice nomade dinaintea ei și culturile neolitice agricole ulterioare.

## Geologia
În ere geologice din trecut apele mării au ajuns până la faleză. Odată cu retragerea mării calcarul s-a topit si s-au produs peșteri care au servit drept sălașuri oamenilor preistorici. Pe taluzul de deasupra peșterilor se află  aflorimentul cel mai bine conservat din Israel al unui coral din fosile rudiste, la origine niște moluște cu carapace mică, înalte de 10-30cm. În zona Levantului există trei specii de rudiste - Pelecypoda, din clasa scoicilor (Bivalve), Radiolitele din categoria Mollusca
Faleza de deasupra peșterii s-a format din vechiul coral litoral, care în ere geologice trecute s-a ridicat deasupra nivelului mării. În timp ce în fața mării, înălțimea muntelui este abruptă , în partea dinspre est, pe Muntele Carmel, povârnișul este moderat,

## Accesul publicului
Nahal Mearot este unicul site preistoric din Israel care a fost preparat pentru vizitele publicului. El este administrat de Administrația pentru natură și parcuri. Există un traseu pentru parcurs peșterile Tabun, Gamal și Al Wad, cu îndrumare, panouri cu explicații, o expoziție despre viața omului preistoric, și un spectacol „sunet și lumină”
în peștera Al Wad. În fața peșterii Tabun se poate observa  o secțiune a straturilor arheologice, lăsate de Garrod în peșteră, secțiune care urmărește peste jumătate de milion de ani de așezare omenească în epoca paleolitică. În peștera Gamal se afla o expoziție a vieții omului preistoric în paleolitic. La intrarea în peștera  Al Wad se pot remarca urmele așezării permanente natufiene din urmă cu circa 15,000 ani, un zid de piatră și niște cratere în piatră care au fost dezvăluite de Garrod, precum si o copie după unul din mormintele, mormântul natufian nr. 25 al unui bărbat, având pe cap o cunună de mărgele din scoici. Mormântul original și alte vestigii  din sit sunt expuse în Muzeul Rockefeller din Ierusalim.